# Fred Hilton
Fred Hilton (Baton Rouge, Luisiana, 15 de enero de 1948) es un exjugador de baloncesto estadounidense que jugó dos temporadas en la NBA. Con 1,90 metros de estatura, lo hacía en la posición de base.

## Trayectoria deportiva

### Universidad
Jugó durante cuatro temporadas con los Tigers de la Universidad Estatal de Grambling, en las que promedió 20,5 puntos por partido. En su última temporada llevó a su equipo a ganar el título de la Southwestern Athletic Conference anotando no menos de 38 puntos en los partidos decisivos. Fue elegido esa misma temporada en el segundo equipo All-American de la National Association of Intercollegiate Athletics.

### Profesional
Fue elegido en la decimonovena posición del Draft de la NBA de 1971 por Buffalo Braves, y también por los Memphis Tams en la sexta ronda del draft de la ABA, firmando por los primeros. En su primera temporada realizó una buena labor de equipo, como suplente de Mahdi Abdul-Rahman, promediando 11,6 puntos y 2,6 rebotes por partido.
Pero al año siguiente, en la temporada 1972-73, vio sus minutos reducidos a la mitad, jugando poco más de 12 por partido, en los que promedió 7,2 puntos y 1,7 rebotes.

## Estadísticas de su carrera en la NBA

### Temporada regular
| Temporada | Edad | Equipo         | Liga | P   | TIT | MIN  | TC  | TCA  | %TC  | 3P | 3PA | %3P | TL  | TLA | %TL  | R.OF. | R.DEF. | REB | ASIS | ROB | TAP | PER | FP  | PTS  |
| 1971-72   | 24   | Buffalo Braves | NBA  | 61  |     | 22.1 | 5.1 | 13.0 | .389 |    |     |     | 1.5 | 2.0 | .738 |       |        | 2.6 | 1.9  |     |     |     | 2.4 | 11.6 |
| 1972-73   | 25   | Buffalo Braves | NBA  | 59  |     | 12.4 | 3.2 | 8.4  | .387 |    |     |     | 0.7 | 0.9 | .774 |       |        | 1.7 | 1.3  |     |     |     | 1.7 | 7.2  |
| Total     |      |                | NBA  | 120 |     | 17.3 | 4.2 | 10.7 | .388 |    |     |     | 1.1 | 1.5 | .749 |       |        | 2.1 | 1.6  |     |     |     | 2.0 | 9.4  |